# Balkan (motorkotač)
Balkan je bio prvi motor izgrađen u Bugarskoj. Proizvođen je u gradu Loveču od početka 1958. godine. Oblikovan je slično Jawinim motorkotačima.